# 1852 a tudományban
Az 1852. év a tudományban és a technikában.

## Születések
- január 22. – Csonka János magyar gépészmérnök, a Bánki-Csonka-féle karburátor és a vegyes üzemű Csonka-motor feltalálója († 1939)
- április 12. – Ferdinand von Lindemann német matematikus († 1939)
- május 1. – Santiago Ramón y Cajal spanyol patológus, neurológus, hisztológiai (szövettani) szakember († 1934)
- június 24. – Friedrich Loeffler német mikrobiológus, a diftéria és a száj- és körömfájás kórokozójának felfedezője († 1915)
- július 2. – William Burnside brit matematikus († 1927)
- augusztus 30. – Jacobus Henricus van ’t Hoff holland fizikokémikus, az első kémiai Nobel-díjas († 1911)
- szeptember 28. – Henri Moissan Nobel-díjas francia vegyész, aki elsőként állította elő a fluort († 1907)[1]
- október 2. – William Ramsay skót születésű Nobel-díjas brit kémikus († 1916)
- október 9. – Hermann Emil Fischer Nobel-díjas német kémikus († 1919)
- november 28. – Liebermann Leó magyar orvos, vegyész, megindította a magyar biológia biokémiai ágának kialakulását[2] († 1926)
- december 15. – Henri Becquerel Nobel-díjas francia fizikus, a radioaktivitás egyik felfedezője († 1908)
- december 19. – Albert A. Michelson amerikai fizikus, az első amerikai Nobel-díjas († 1931)

## Halálozások
- január 6. – Louis Braille francia vak pedagógus, feltaláló, a vakok által használt írás, a róla elnevezett Braille-írás létrehozója (* 1809)
- április 28. – Charles Athanase Walckenaer francia tudományos író (* 1771)
- május 7. – Matthias Alexander Castrén utazó, etnográfus, nyelvész (* 1813)
- augusztus 15. – Johan Gadolin finn kémikus, fizikus és mineralógus, a finn kémia elindítója. Ő fedezte fel az ittrium nevű elemet (* 1760)
- november 10. – Gideon Mantell angol szülészorvos, geológus, paleontológus (* 1790)
- november 27. – Ada Lovelace angol matematikus és írónő, aki leírást készített a Charles Babbage által tervezett első mechanikai számítógéphez (* 1815)